# Horjul
Horjul (Duits: Baumkirch in der Oberkrain; Italiaans: Oriulo) is sinds 1998 een zelfstandige gemeente in Slovenië en telde in januari 2004 2678 inwoners. Naast Horjul telt de gemeente volgende dorpen: Vrzdenec (eerste vermelding in 1309), Ljubgojna (eerste vermelding in 1303), Zaklanec (eerste vermelding in 1526), Podolnica, Lesno Brdo (eerste vermelding in 1444), Koreno nad Horjulom (eerste vermelding in 1455), Samotorica (eerste vermelding in 1340) en Žažar (eerste vermelding in 1326).

## Monumenten
In Vrzdenec bevindt zich een romaanse votiefkerk van H. Kantianus uit de 13e eeuw met fresco's uit de 14e eeuw tot 16e eeuw en in Podolnica een kerk van H. Ulrich in barokstijl. Lesno Brdo bezat ooit twee kastelen, een uit de 15e eeuw en in de loop der eeuwen aan verval prijsgegeven en één uit de 17e eeuw, dat in 1942 in vlammen opging. Hier is nog een kerkje van Maria Hemelvaart blijven staan. In Koreno nad Horjulom bevindt zich hooggelegen een 15e-eeuwse aan HH. Hermagoras en Fortunatus gewijde kerk. Bij Zaklanec ligt de berg Sint-Ulrich waarop een gelijknamige votiefkerk staat, in barokstijl gebouwd. Het nabijgelegen Žažar heeft een gotische H. Anna-kerk. Hier in Žažar bevinden zich meerdere skimogelijkheden. Een kerkje van Sint-Michael staat in Samotorica.
In de gemeente zijn nog veel oorspronkelijke boerderijen, ondanks dat sommige dorpen het tijdens de Tweede Wereldoorlog zwaar te verduren hadden (Korena werd gebrandschat, Zaklanec door de Duitsers gebombardeerd op 1 november 1943 en Ljubogojna in de as gelegd door de Italiaanse bezetter op 1 en 2 juli 1942).
Borovnica · Brezovica · Dobrepolje · Dobrova-Polhov Gradec · Dol pri Ljubljani · Domžale · Grosuplje · Horjul · Ig · Ivančna Gorica · Kamnik · Komenda · Litija · Ljubljana · Log-Dragomer · Logatec · Lukovica · Medvode · Mengeš · Moravče · Škofljica · Šmartno pri Litiji · Trzin · Velike Lašče · Vodice · Vrhnika